# グリーンカレー

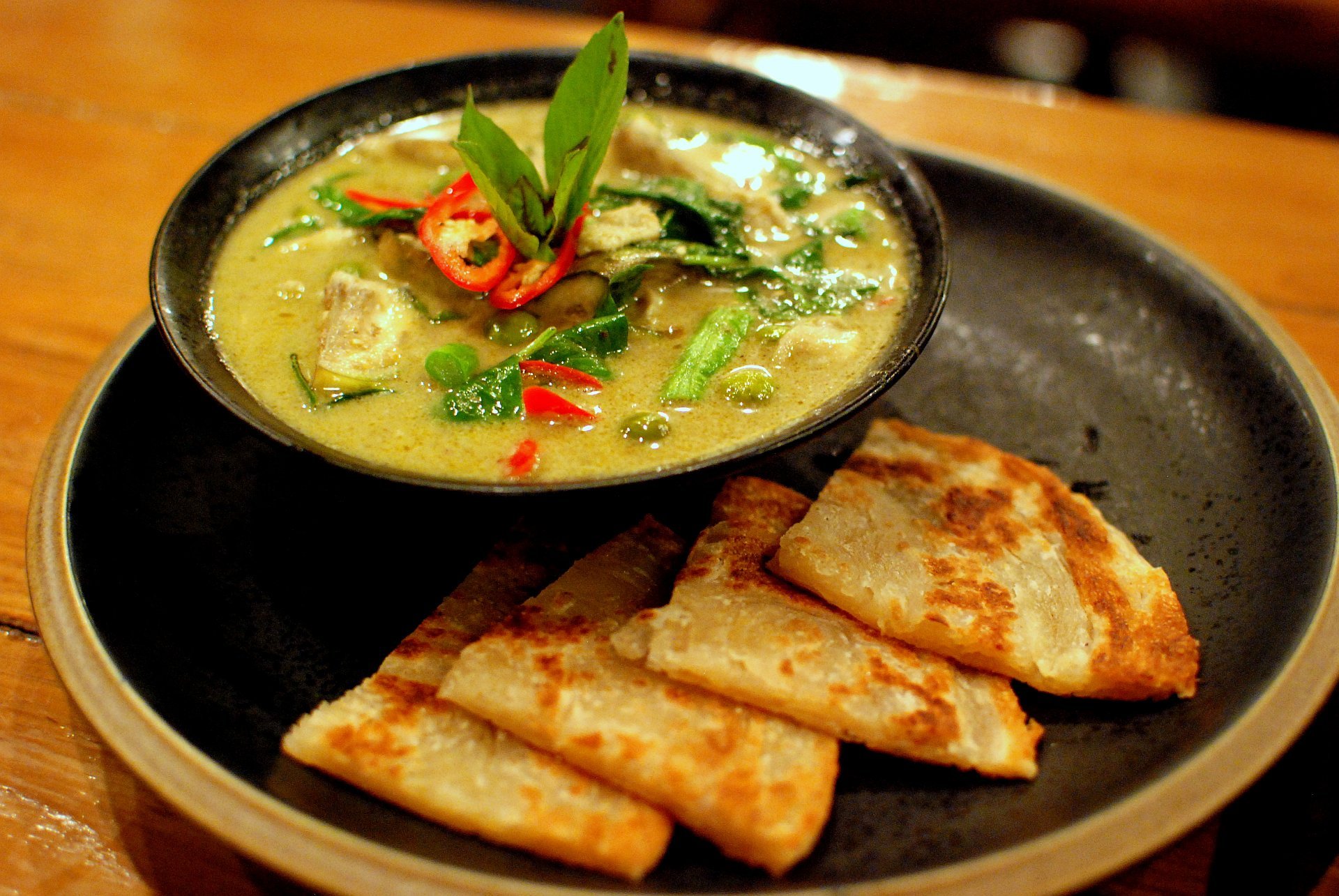
グリーンカレーとロティ

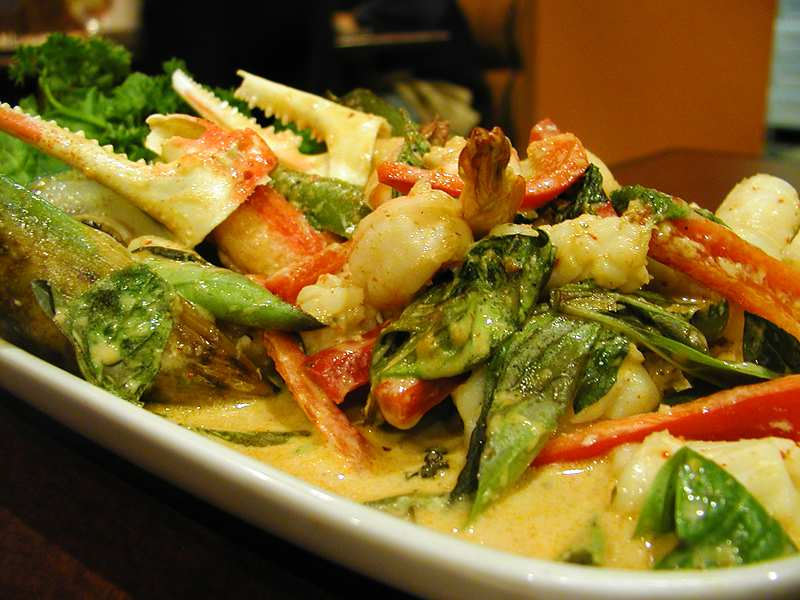
シーフードグリーンカレー

グリーンカレー（英語: Green curry、タイ語: แกงเขียวหวาน タイ語発音: [kɛ̄ːŋ.kʰǐaw.wǎːn] ケーンキアオワーン/ゲーンキャオワーン/ゲーンキョワーン）は、日本でタイカレーと呼ばれるタイ料理。正確にはカレー料理ではなく、タイ料理のケーンと呼ばれる多様な汁物の中で、香辛料を利かせた料理を外国人向けに便宜上カレーとして呼称している。タイ語でキアオは〈緑〉、ワーンは〈甘い〉で、全体で文字通りには〈甘い緑の汁物〉を意味する。

## 概要
他の多くのゲーンと同様に数多くの香辛料やハーブをすり潰したペーストを炒めてココナッツミルクやナンプラー、砂糖、具になる野菜（豆ナス、タイナス、赤ピーマンなど）、肉、エビや魚を加えて煮込んで作る。コリアンダー（パクチー）やキダチトウガラシの一種プリッキーヌを未熟の青いときに収穫して加えるなど、緑色のハーブ類を用いているため緑色となる。未熟な唐辛子にも辛味はあるので、見た目が緑色でも辛味はしっかりとある。
タイ国内の食品会社によって既製品のペーストがレトルト食品の形で商品化されており、海外にも輸出されておりタイ国外でもよく知られている。